# 周弘禴
周弘禴（1545年—？），字元孚，號二魯，湖廣黃州府麻城縣人，民籍，明朝政治人物。

## 生平
萬曆元年（1573年）癸酉科湖廣鄉試第五名舉人，二年（1574年）中式甲戌科會試第二十五名，三甲第一百二十名進士。授無為州同知，改順天府通判，十三年（1585年）春上書論劾兵部尚書張學顏、宦官張鯨、太僕寺少卿李植、吏科都給事中齊世臣等，觸怒明神宗，謫代州判官，升南京兵部武選司主事，遷尚寶司丞，十八年（1590年）十二月任陝西道監察御史，奉命閱視寧夏邊務，十九年（1591年）十月升尚寶司少卿，二十年（1592年）因舉薦的寧夏副將哱拜擒殺寧夏巡撫馨等，謫典史。

## 家族
曾祖周洙，知縣，贈監察御史；祖父周廷徵，按察司副使；父周釴，縣丞，封監察御史。母汪氏（封孺人）。具慶下。兄周弘祚、周弘祖（南京光祿寺卿）、周弘禮、周弘祜、周弘祉、周弘祈（隆慶四年舉人）、周弘𥙷，弟周弘祐、周弘祫、周弘𥘼。